# Daniel Harte
Daniel Harte (ur. 12 grudnia 1975 w Edynburgu) – brytyjski wioślarz.

## Osiągnięcia
- Mistrzostwa Świata – Mediolan 2003 – ósemka wagi lekkiej – 6. miejsce[1].
- Mistrzostwa Świata – Gifu 2005 – dwójka bez sternika wagi lekkiej – 7. miejsce[1].
- Mistrzostwa Świata – Eton 2006 – czwórka bez sternika wagi lekkiej – 5. miejsce[1].
- Mistrzostwa Świata – Monachium 2007 – dwójka bez sternika wagi lekkiej – 5. miejsce[1].
- Mistrzostwa Świata – Linz 2008 – dwójka bez sternika wagi lekkiej – 12. miejsce[1].